# A型和B型性格
A型和B型性格，是一类性格行为学理论，屬血型性格學說。
1959年，美国心理学家迈耶·弗里德曼医学博士以及雷·罗森曼（Ray H.Rosenman）医学博士合著的《A型行为与你的心脏》中提出的一项理论，指出冠心病在美国的发病与病人的行为之间有明显的统计学相关。他们将一类表现欲和竞争性很强、急躁、缺乏耐心、对时间有紧迫感的人群定位“A型性格”；与其相反的是“B型性格”
。他们从两类人群中发现，A型性格的患者患有冠心病的数量比B型要多两倍。他们发现情绪与特殊疾病的关系。

Jenkins 行为调查表（Jenkins Activity Survey）是测量A型性格最为广泛的调查表。